# Festivals Takayama de Gifu

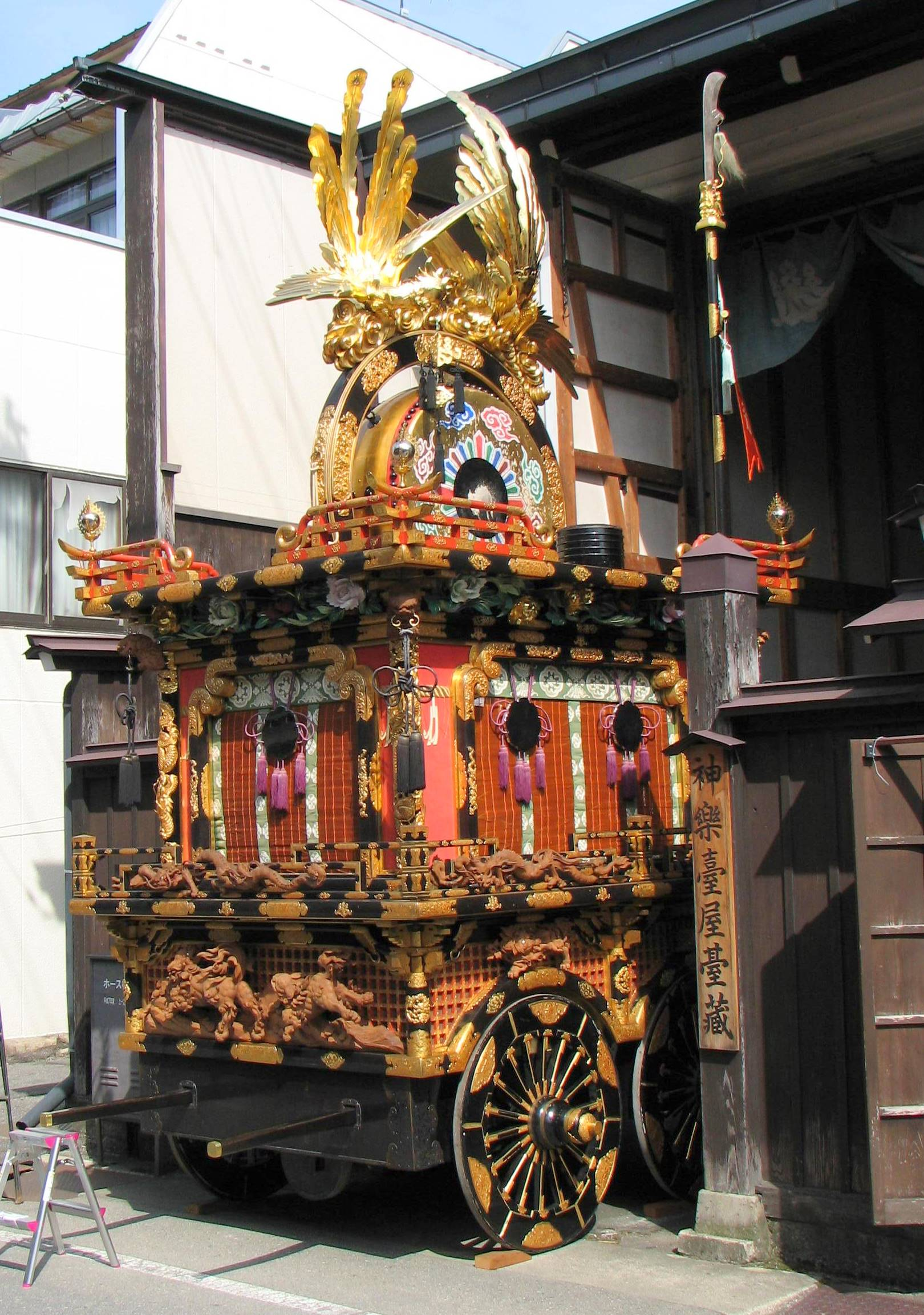
Défilé de chars décorés.

Les festivals de Takayama (高山 祭, Takayama matsuri), Takayama (高山市, Takayama-shi, たかやまし en hiragana) ou Hida-Takayama (飛騨高山) ont été lancés entre le XVIIe siècle et le XVIIIe siècle, sous le règne du clan Kanamori.
La ville de Takayama est connue au Japon pour ses festivals qui sont parmi les trois plus beaux du Japon (avec le Gion matsuri de Kyōto et le festival de nuit de Chichibu dans la préfecture de Saitama). Ils se déroulent les 14 et 15 avril (Sannō matsuri, 山王祭り) ainsi que les 9 et 10 octobre (Yahata matsuri, 八幡祭り). Dans ces festivals défilent des yatai (屋台, chars décorés).
Le festival du printemps de Takayama se déroule dans le sanctuaire Hie, également connu sous le nom de sanctuaire Sanno. Il est tenu pour solliciter les dieux afin d'obtenir de bonnes récoltes.
Le festival d’automne est une action de grâce rendue après les récoltes, afin de remercier les dieux. Il se déroule dans le sanctuaire shinto d'Hachiman-gū Hachiman-jinja (八幡神社) ou Hachiman-gū (八幡宮), consacré à la divinité shintō. C'est l'un des trois plus grands festivals du Japon, les deux autres sont Gion matsuri à Kyoto, et le Chichibu yomatsuri (matsuri).

## Chars décorés
Les festivals sont célèbres pour les grands chars ornés du XVIIe siècle, qui parcourent la ville la nuit. Leurs parures sont faites de sculptures complexes en bois doré, de ferronneries dans un style de l'époque Azuchi Momoyama de Kyoto, de panneaux décorés, de draperies brodées de l'époque d'Edo.
Les chars yatai sont alignés alors que le soir tombe, et l'obscurité venue, des lanternes en papier bonbori dessinées à la main y sont allumées. Les chars et leurs hotei tai (des marionnettes complexes) ainsi éclairés par ces lanternes sont escortés par une foule en kimono ou hakama pour faire le tour de la ville. Chaque char représente les différents quartiers de Takayama. Par mauvais temps, les chars et les yatai sont garés dans des entrepôts aménagés de Takayama (matsuri, yatai, kaikan) qui laissent leurs portes ouvertes afin que les visiteurs puissent admirer le travail des artisans qualifiés de la région qui les ont conçus.

## Marionnettes
Les marionnettes sont en bois, en soie et en brocart ou en tissu brodé. Elles sont actionnés par des ficelles et des poussoirs de l'intérieur du yatai. Les trois dieux Budai, Hotei et Tai (le dieu de la fortune) demandent aux neuf maîtres des marionnettes de manipuler les trente-six cordes qui animent les marionnettes d'une manière réaliste.